# Marko Popović
Marko Popović (Zadar, 12. lipnja 1982.) bivši je hrvatski profesionalni košarkaš. Visok je 1,85 m i težak 84 kg. Igrao je na poziciji razigravača, a mogao je igrati i bek šutera. Sin je Petra Popovića proslavljenog košarkaša i trenera.

## Karijera
Karijeru je započeo 1998. u KK Zadru. Igrao je još za Cibonu, Pamesu, Efes Pilsen i Žalgiris, prije nego što odlazi u Rusiju. 

## Hrvatska košarkaška reprezentacija
Član je Hrvatske košarkaške reprezentacije. 

## Vanjske poveznice
- Marko Popović  Arhivirana inačica izvorne stranice od 9. rujna 2011. (Wayback Machine)